# 東静岡駅

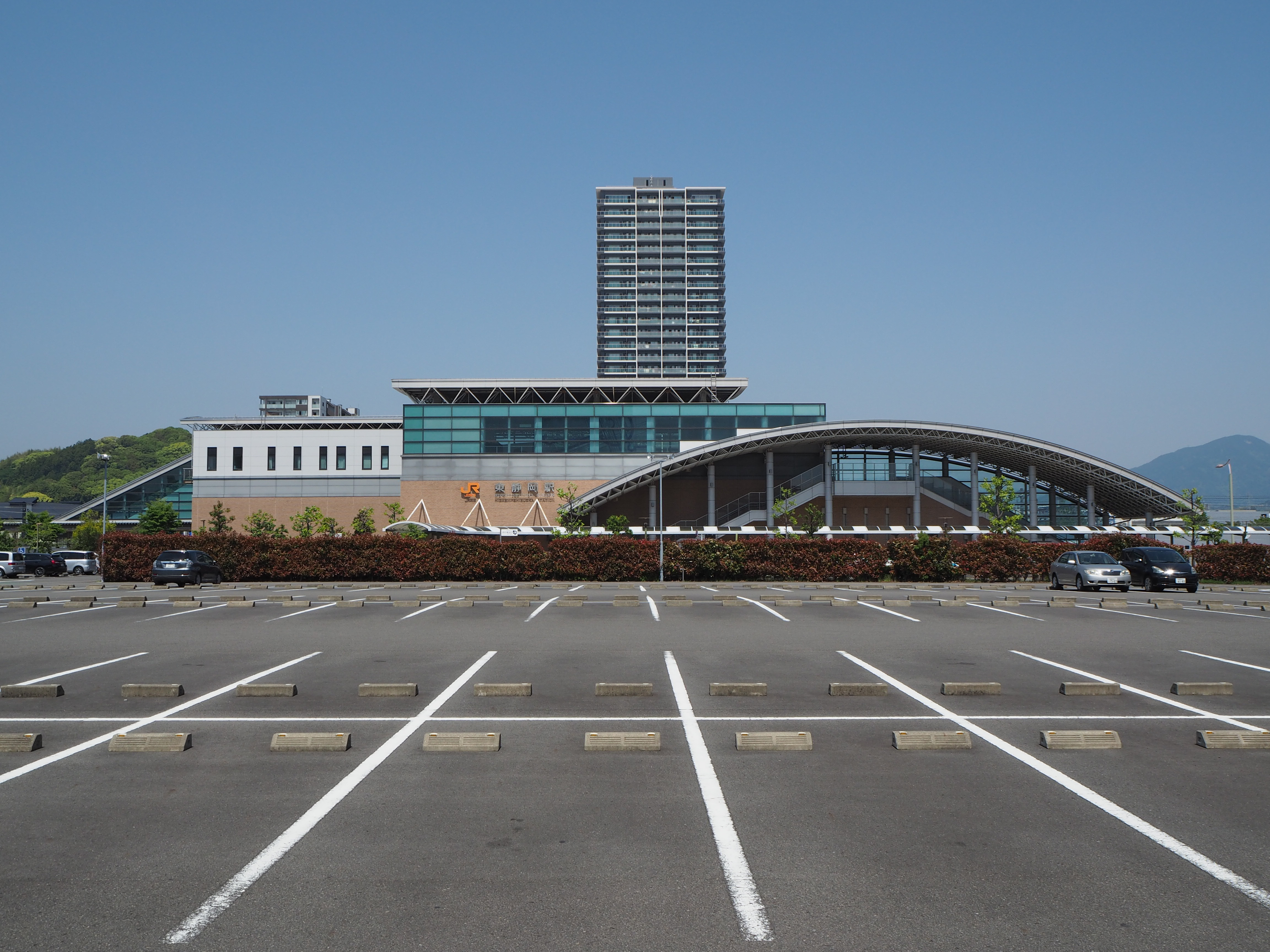
南口（2018年4月）

東静岡駅（ひがししずおかえき）は、静岡県静岡市葵区長沼にある、東海旅客鉄道（JR東海）東海道本線の駅である。駅番号はCA16。
運行形態の詳細は「東海道線 (静岡地区)」を参照。

## 歴史
同地には1967年より貨物駅の日本国有鉄道東静岡駅（1993年、静岡貨物駅に改称、約1km東京方に移転）が置かれていた。その移転縮小に伴う跡地再開発「東静岡地区新都市拠点整備事業（東静岡・草薙副都心）」の一環として、旅客駅である当駅が開設された。

### 年表
- 1998年（平成10年）10月30日：東海道本線静岡貨物駅 - 静岡駅の間に新設開業[1]。
- 1999年（平成11年）: 中部の駅百選に選定される。
- 2008年（平成20年）3月1日：TOICAのサービス開始。

## 駅構造
有効長240 mの島式ホーム1面2線を有する地上駅。JR東海交通事業の職員が業務を担当する業務委託駅で、静岡駅が当駅を管理している。JR全線きっぷうりば・エクスプレス券売機・自動改札機が設置されている。
駅の南北を東海道新幹線を跨いでつなぐ橋上駅舎を備える。構内北口の南北自由通路にオートウォーク（動く歩道）がある。この南北自由通路は1998年度の田中賞を受賞している。
旧東静岡貨物駅の再開発地域に建設されている。操車場を廃して貨物駅としての機能を東側に移し、下り本線を上り本線側に寄せている為、ホームが静岡駅側に向かってすぼまった形状となっている。本屋側のホームは幅が大きく取られており、隣接する静岡県コンベンションアーツセンター（グランシップ）でのイベント等開催時の混雑にも対応できるようになっている。トイレは、改札口を入った先の南側及び、南口、北口の階段下にバリアフリー対応の施設が設けられている。

### のりば
| 番線 | 路線          | 方向 | 行先           |
| ---- | ------------- | ---- | -------------- |
| 1    | CA 東海道本線 | 上り | 沼津・熱海方面 |
| 2    | CA 東海道本線 | 下り | 静岡・浜松方面 |

（出典：JR東海:駅構内図）

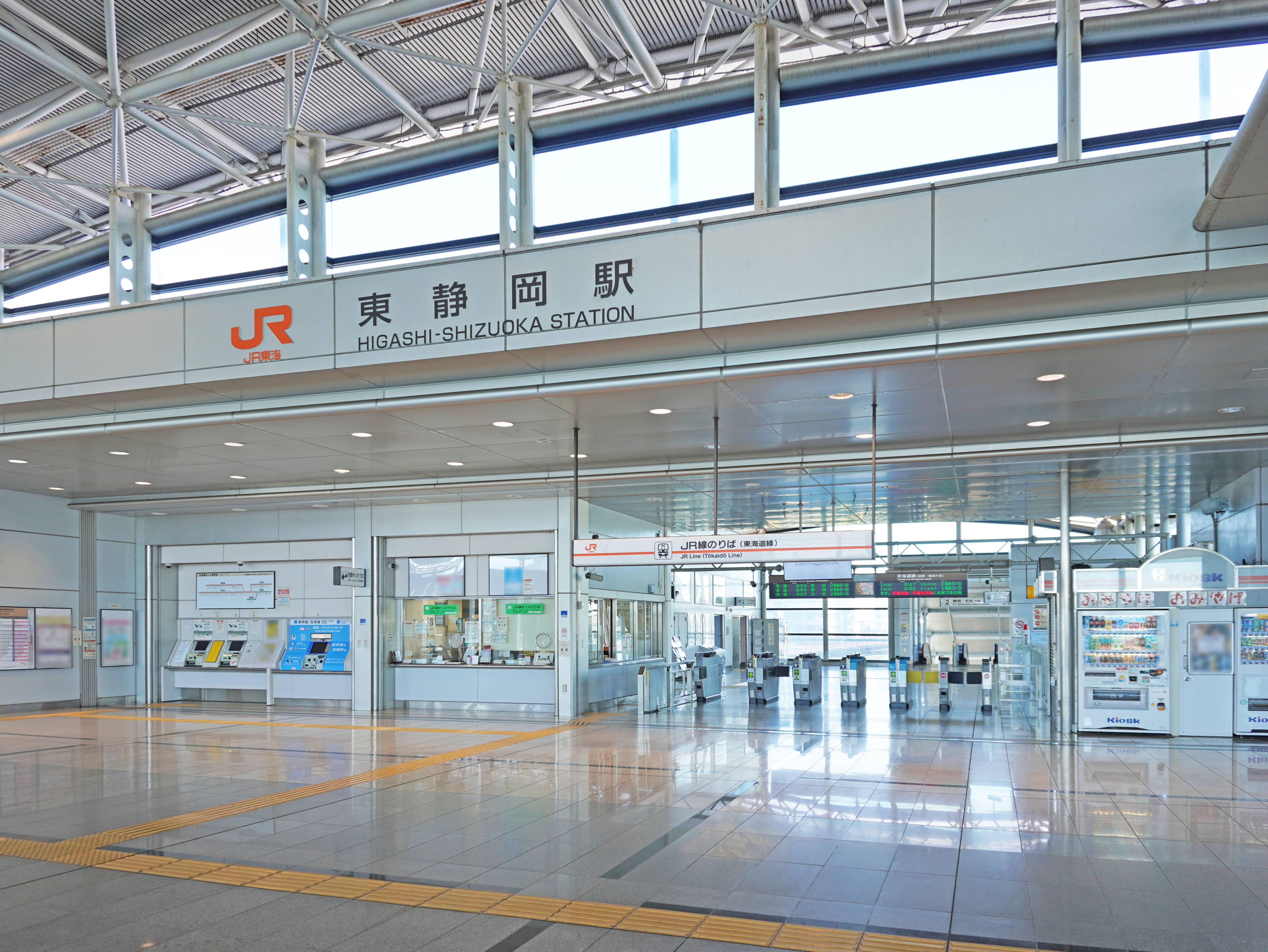
改札口（2022年9月）
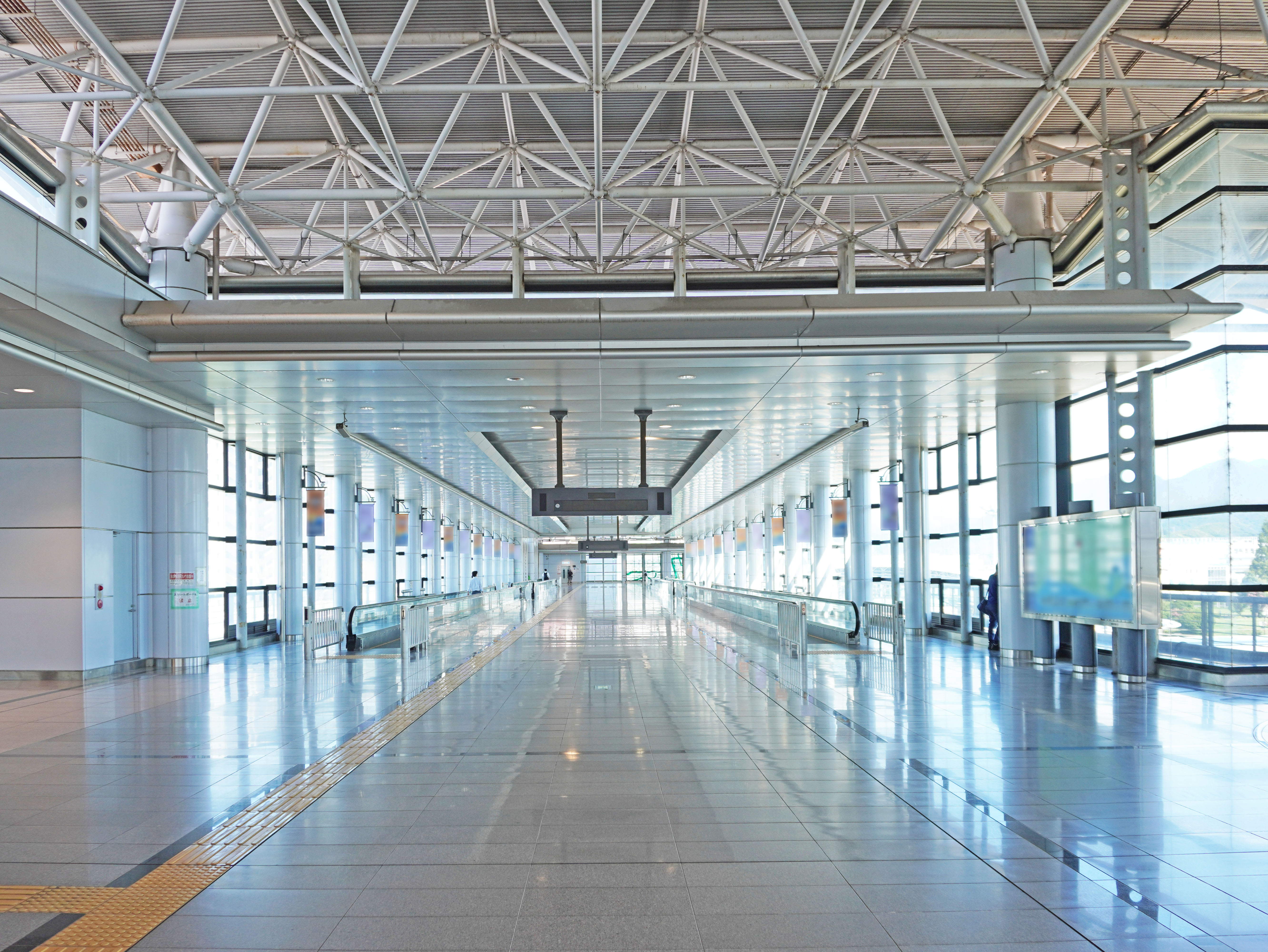
南北自由通路（2022年9月）
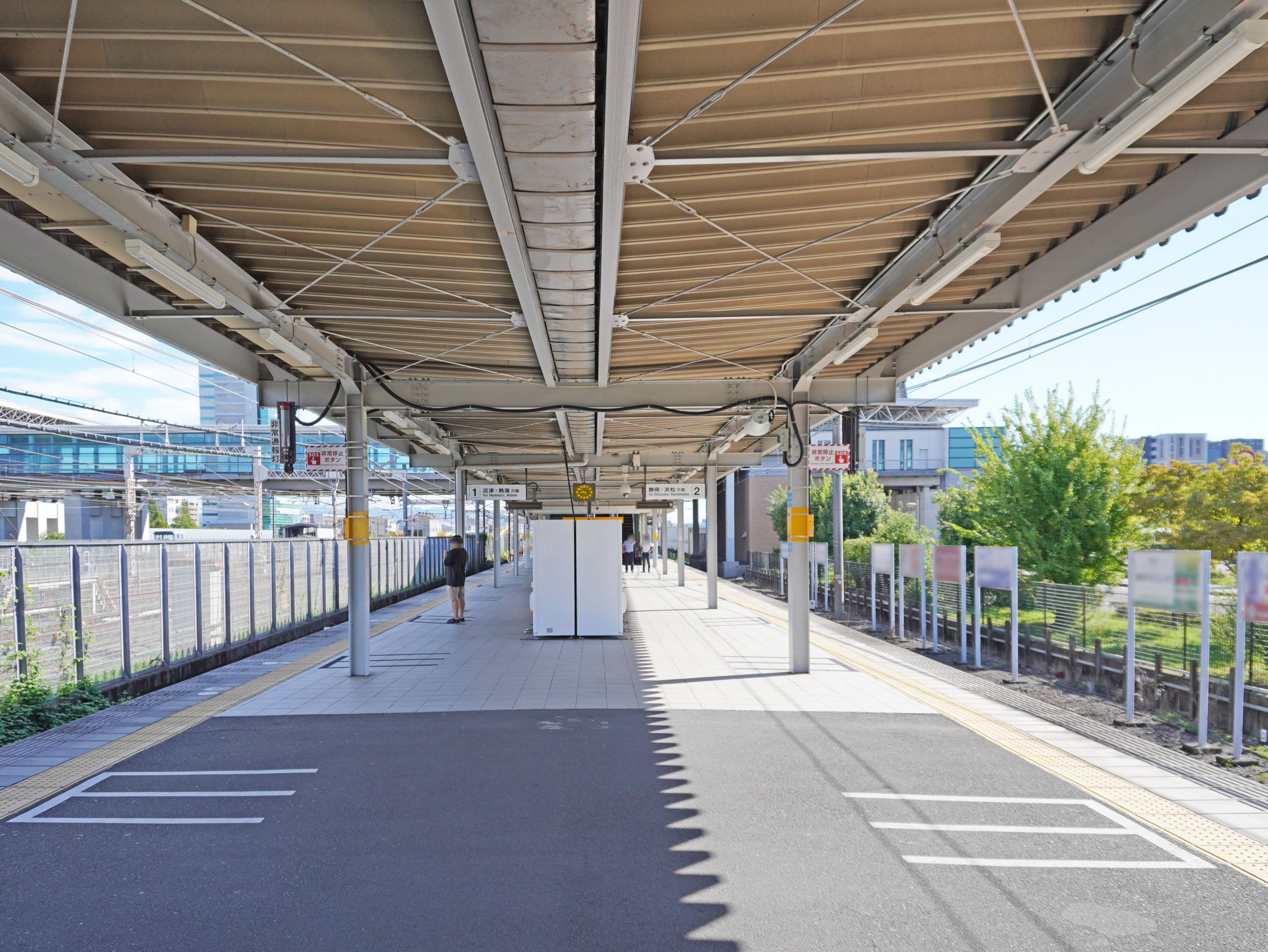
ホーム（2022年9月）

## 利用状況
JR東海の移動等円滑化取組報告書によると、2023年度（令和3年度）の1日平均乗降客数は15,902人である。
開業後の推移は以下のとおりである。
| 乗車人員推移       | 乗車人員推移     | 乗車人員推移 |
| 年度               | 1日平均 乗車人員 | 出典         |
| ------------------ | ---------------- | ------------ |
| 1999年（平成11年） | 4,631            | [ # 2 ]      |
| 2000年（平成12年） | 5,139            | [ # 3 ]      |
| 2001年（平成13年） | 5,368            | [ # 4 ]      |
| 2002年（平成14年） | 5,741            | [ # 5 ]      |
| 2003年（平成15年） | 6,367            | [ # 6 ]      |
| 2004年（平成16年） | 6,461            | [ # 7 ]      |
| 2005年（平成17年） | 6,327            | [ # 8 ]      |
| 2006年（平成18年） | 6,330            | [ # 9 ]      |
| 2007年（平成19年） | 6,425            | [ # 10 ]     |
| 2008年（平成20年） | 6,668            | [ # 11 ]     |
| 2009年（平成21年） | 6,787            | [ # 12 ]     |
| 2010年（平成22年） | 7,886            | [ # 13 ]     |
| 2011年（平成23年） | 7,144            | [ # 14 ]     |
| 2012年（平成24年） | 7,232            | [ # 15 ]     |
| 2013年（平成25年） | 8,618            | [ # 16 ]     |
| 2014年（平成26年） | 7,763            | [ # 17 ]     |
| 2015年（平成27年） | 8,149            | [ # 18 ]     |
| 2016年（平成28年） | 8,361            | [ # 19 ]     |
| 2017年（平成29年） | 8,361            | [ # 20 ]     |
| 2018年（平成30年） | 8,509            | [ # 21 ]     |
| 2019年（令和元年） | 8,400            | [ # 22 ]     |
| 2020年（令和02年） | 6,374            | [ # 1 ]      |
| 2021年（令和03年） | 6,903            | [ # 1 ]      |

## 駅周辺
東海道本線に並行してすぐ脇を東海道新幹線が通過する。また、駅の傍らに東海道新幹線の柚木留置線及び柚木保守基地、西方に静岡車両区がある。
付近は静岡市の副都心と位置付けられ、行政が主体となって再開発を進めている。空き地が目立っている現状であるが、区画整理による立ち退きが行われたためである。高層マンションの建設・宅地分譲ほか、急ピッチで開発が進行中で、地価も上昇している。
また2013年には駅の静岡寄りに、国道1号と南幹線を結ぶ東静岡大橋が開通した。同駅の南北を繋ぐ道路は、かつては駅西側の柚木地下道及び東寄りの静岡貨物駅を跨ぐ長沼大橋の他に無く、その間が約1.5 kmも離れており、交通の隘路となっていた他、自転車の通行にも不便であった。車椅子対応のエレベーターは開通からおよそ半年ほど遅れて整備が完了した。

### 北口（葵区側）
- 長沼駅 - 静岡鉄道静岡清水線
- 国道1号
- NTTドコモ東海支社静岡ビル
- バンダイホビーセンター
- 溝口病院
- 静岡県自動車学校
- 静岡工科自動車大学校
- 静岡産業技術専門学校
- 静岡県護国神社
- 静岡県立科学技術高等学校
- MARK IS 静岡（マークイズ静岡）
- 東静岡アート&スポーツヒロバ

### 南口（駿河区側）
- 静岡県コンベンションアーツセンター（グランシップ）
- タミヤサーキット
- 曲金北遺跡 - 静岡県コンベンションアーツセンター（グランシップ）とその周辺の土地に広がる弥生時代 - 奈良時代の遺跡。東静岡駅前開発に先立つ発掘調査で、古代東海道と推定される大型直線道路や、小区画水田跡等が発掘された[5]。2015年（平成27年）段階で19次までの調査が行われている[6][7]。

## バス路線
| 運行事業者                                                                        | 路線                                        | 系統（愛称）・行先                                                                                        | 備考 |
| 東静岡駅北口                                                                      | 東静岡駅北口                                | 東静岡駅北口                                                                                              | 東静岡駅北口                                                                                               |
| --------------------------------------------------------------------------------- | ------------------------------------------- | --- | --- |
| - 富士急バス - 近鉄バス                                                           |                                             | フジヤマライナー：京都・大阪                                                                              | 夜行便 |
| しずてつジャストライン                                                            | 国道東静岡清水線                            | 209：清水駅                                                                                               | 平日のみ運行 廃線                                                                                          |
| 東静岡駅南口                                                                      |                                             | | |
| - ジェイアール東海バス - 京王バス - ジェイアールバス関東 - しずてつジャストライン | 新宿 - 静岡線                               | 渋谷・新宿                                                                                                | |
| WILLER EXPRESS西日本                                                              |                                             | WILLER EXPRESS：京都・大阪                                                                                | 夜行便 |
| しずてつジャストライン                                                            | 日本平線                                    | - 静岡駅前・新静岡バスターミナル - 40：日本平動物園 - 41：英和学院大学池田山団地 - 42：日本平ロープウェイ | 「40：日本平動物園行き」は休止中 日本平動物園始発便静岡駅・新静岡バスターミナル行きは、土日祝日夕方1便のみ |
| しずてつジャストライン                                                            | 県立美術館線                                | - 静岡駅前・新静岡バスターミナル - 44：県立美術館                                                         | |
| しずてつジャストライン                                                            | 東静岡静大線                                | 静岡大学                                                                                                  | 休止中 |
| 日本平自動車                                                                      | 東豊田線                                    | 日本平動物園                                                                                              | |
| 日本平自動車                                                                      | 大谷線                                      | 日本平自動車                                                                                              | |
| 日本平自動車                                                                      | 日本平動物園に行こう!!線/行って来ました!!線 | 日本平動物園                                                                                              | 直通便 |
| 日本平自動車                                                                      |                                             | 静岡聖光学院中学校・高等学校                                                                              | スクールバス委託直通便                                                                                     |

## その他
- 2010年7月24日より2011年3月27日まで、駅北側の東静岡広場（市有地）にて「模型の世界首都 静岡ホビーフェア[12]」（主催・静岡市）が開催。シンボルキャラクターとして実物大ガンダムが設置されていた。ギミック等の演出がされる展示は2011年1月10日までだったが、ホビーフェアの閉幕後4月1日までは解体されなかったため、遠巻きながら見学することはできた[13]。解体は4月20日に完了した。ホビーフェア開催の影響で駅南口と北口のロータリーにある数台分の停車スペースは閉幕まで閉鎖されていた。

## 隣の駅
東海旅客鉄道（JR東海）
CA 東海道本線
■快速（臨時列車扱い、下りのみ運転）
通過
■普通
草薙駅 (CA15) - 東静岡駅 (CA16) - 静岡駅 (CA17)
※貨物駅を含めた隣駅
（貨）静岡貨物駅 - 東静岡駅 - 静岡駅

### 記事本文
1. 1 2 3 4 5  『鉄道ピクトリアル』第49巻第3号、電気車研究会、1999年3月、85頁。
2. ↑  “「東静岡駅」30日に開業”. 交通新聞 (交通新聞社):  p. 2. (1998年10月19日)
3. ↑  田中賞作品部門受賞一覧 平成10年度 公益社団法人土木学会 2016年6月13日閲覧
4. ↑  “東静岡駅周辺の活用策が始動、20年超塩漬けの「副都心」”. 日本経済新聞 (2016年10月19日). 2021年5月23日閲覧。
5. ↑  静岡県埋蔵文化財調査研究所 1996
6. ↑  株式会社イビソク 2014
7. ↑  静岡市教育委員会 2015
8. ↑  “国道東静岡清水線の運行終了のお知らせ”. 静鉄バス 公式サイト.   しずてつジャストライン株式会社 (2024年8月22日). 2024年9月1日時点のオリジナルよりアーカイブ。2025年3月25日閲覧。
9. ↑  しずてつジャストライン公式ホームページサイト 東静岡駅南口乗り場地図 2025年3月25日閲覧。
10. ↑  しずてつジャストライン公式ホームページサイト 東静岡駅南口時刻表 2025年3月25日閲覧。
11. 1 2 3  日本平自動車公式ホームページサイト 路線バス情報 2025年3月25日閲覧。
12. ↑  模型の世界首都 静岡ホビーフェア
13. ↑  RG 1/1 GUNDAM PROJECT Archived 2010年6月21日, at the Wayback Machine.

### 利用状況
静岡県統計年鑑
1. 1 2  “移動等円滑化取組報告書（鉄道駅）”.   東海旅客鉄道. 2025年5月2日閲覧。
2. ↑  “6.鉄道運輸状況” (PDF). 静岡県統計年鑑1999(平成11年).   静岡県. p. 290 (2013年5月9日). 2019年7月3日時点のオリジナルよりアーカイブ。2019年7月3日閲覧。
3. ↑  “6.鉄道運輸状況” (PDF). 静岡県統計年鑑2000(平成12年).   静岡県. p. 338 (2013年5月9日). 2019年7月3日時点のオリジナルよりアーカイブ。2019年7月3日閲覧。
4. ↑  “6.鉄道運輸状況” (PDF). 静岡県統計年鑑2001(平成13年).   静岡県. p. 282 (2013年5月9日). 2019年7月3日時点のオリジナルよりアーカイブ。2019年7月3日閲覧。
5. ↑  “6.鉄道運輸状況” (PDF). 静岡県統計年鑑2002(平成14年).   静岡県. p. 282 (2013年5月9日). 2019年7月3日時点のオリジナルよりアーカイブ。2019年7月3日閲覧。
6. ↑  “6.鉄道運輸状況” (PDF). 静岡県統計年鑑2003(平成15年).   静岡県. p. 284 (2013年5月9日). 2019年7月3日時点のオリジナルよりアーカイブ。2019年7月3日閲覧。
7. ↑  “6.鉄道運輸状況” (PDF). 静岡県統計年鑑2004(平成16年).   静岡県 (2013年5月9日). 2019年7月3日時点のオリジナルよりアーカイブ。2019年7月3日閲覧。
8. ↑  “6.鉄道運輸状況” (PDF). 静岡県統計年鑑2005(平成17年).   静岡県 (2013年5月9日). 2019年7月3日時点のオリジナルよりアーカイブ。2019年7月3日閲覧。
9. ↑  “6.鉄道運輸状況” (PDF). 静岡県統計年鑑2006(平成18年).   静岡県 (2013年5月9日). 2019年7月3日時点のオリジナルよりアーカイブ。2019年7月3日閲覧。
10. ↑  “6.鉄道運輸状況” (PDF). 静岡県統計年鑑2007(平成19年).   静岡県 (2013年5月9日). 2019年7月3日時点のオリジナルよりアーカイブ。2019年7月3日閲覧。
11. ↑  “6.鉄道運輸状況” (PDF). 静岡県統計年鑑2008(平成20年).   静岡県 (2013年5月9日). 2019年7月3日時点のオリジナルよりアーカイブ。2019年7月3日閲覧。
12. ↑  “6.鉄道運輸状況” (PDF). 静岡県統計年鑑2009(平成21年).   静岡県 (2013年5月9日). 2019年7月3日時点のオリジナルよりアーカイブ。2019年7月3日閲覧。
13. ↑  “6.鉄道運輸状況” (PDF). 静岡県統計年鑑2010(平成22年).   静岡県 (2013年5月9日). 2019年7月3日時点のオリジナルよりアーカイブ。2019年7月3日閲覧。
14. ↑  “6.鉄道運輸状況” (PDF). 静岡県統計年鑑2011(平成23年).   静岡県 (2013年5月9日). 2019年7月3日時点のオリジナルよりアーカイブ。2019年7月3日閲覧。
15. ↑  “6.鉄道運輸状況” (PDF). 静岡県統計年鑑2012(平成24年).   静岡県 (2014年5月1日). 2019年7月3日時点のオリジナルよりアーカイブ。2019年7月3日閲覧。
16. ↑  “6.鉄道運輸状況” (PDF). 静岡県統計年鑑2013(平成25年).   静岡県 (2015年5月11日). 2019年7月3日時点のオリジナルよりアーカイブ。2019年7月3日閲覧。
17. ↑  “6.鉄道運輸状況” (PDF). 静岡県統計年鑑2014(平成26年).   静岡県 (2016年5月2日). 2019年7月3日時点のオリジナルよりアーカイブ。2019年7月3日閲覧。
18. ↑  “6.鉄道運輸状況” (PDF). 静岡県統計年鑑2015(平成27年).   静岡県 (2017年5月2日). 2019年7月3日時点のオリジナルよりアーカイブ。2019年7月3日閲覧。
19. ↑  “6.鉄道運輸状況” (PDF). 静岡県統計年鑑2016(平成28年).   静岡県 (2018年3月29日). 2019年7月3日時点のオリジナルよりアーカイブ。2019年7月3日閲覧。
20. ↑  “6.鉄道運輸状況” (PDF). 静岡県統計年鑑2017(平成29年).   静岡県 (2019年3月27日). 2019年7月3日時点のオリジナルよりアーカイブ。2019年7月3日閲覧。
21. ↑  “6.鉄道運輸状況” (PDF). 静岡県統計年鑑2018(平成30年).   静岡県 (2020年3月17日). 2020年6月5日時点のオリジナルよりアーカイブ。2020年8月19日閲覧。
22. ↑  “6.鉄道運輸状況” (PDF). 静岡県統計年鑑2019(令和元年).   静岡県 (2021年3月23日). 2021年3月24日時点のオリジナルよりアーカイブ。2021年3月24日閲覧。